# Giacomo III Oldofredi

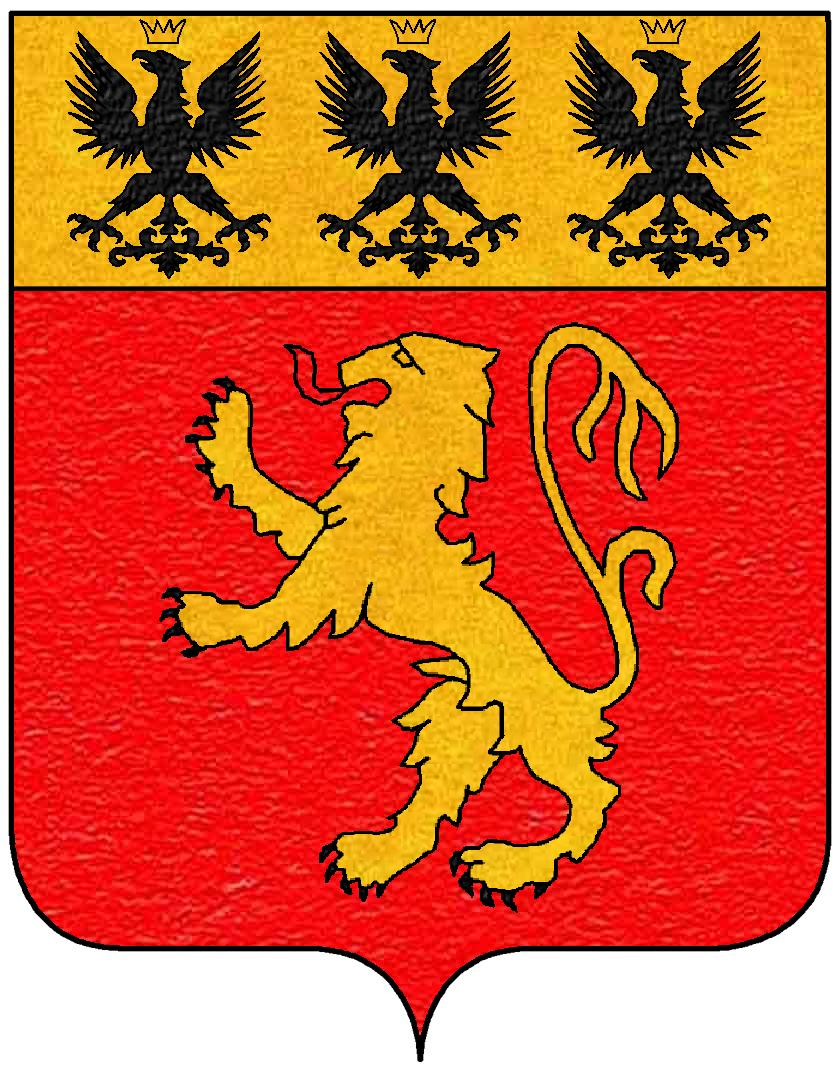
Stemma degli Oldofredi.

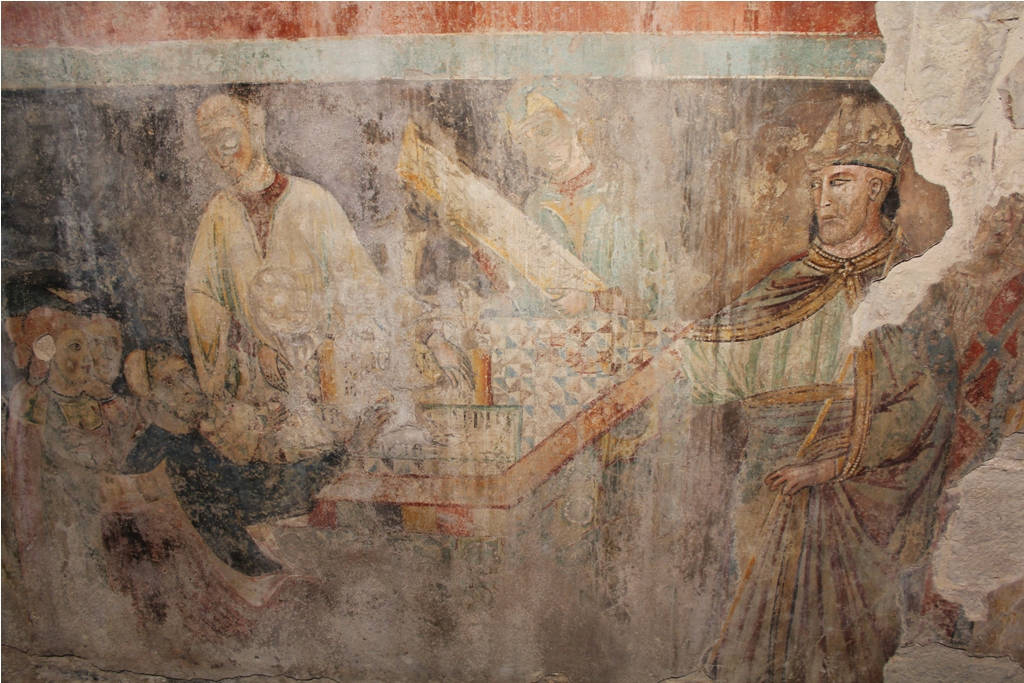
Broletto (Brescia), Pace del vescovo Berardo Maggi con i 4 cavalieri, uno dei quale è forse Giacomo Oldofredi.

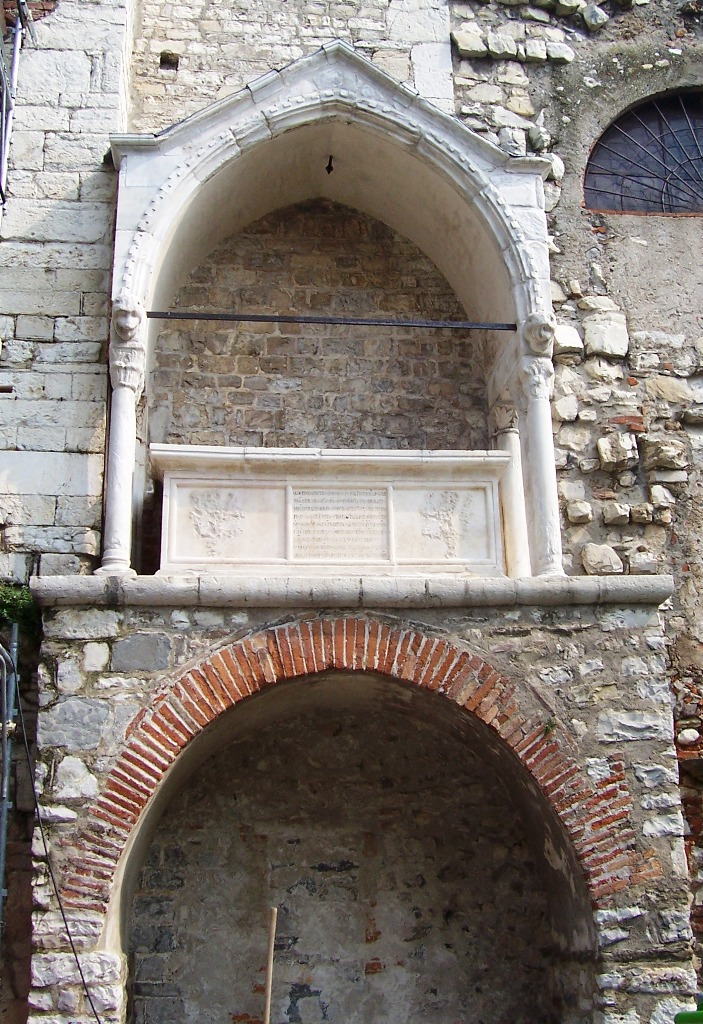
Il mausoleo di Giacomo Oldofredi presso la Pieve di sant'Andrea a Iseo

Giacomo III Oldofredi (1251 – 18 novembre 1325) è stato un politico italiano.

## Biografia
Fu probabilmente il personaggio più noto della famiglia bresciana ghibellina degli Oldofredi. 
Nel 1268 partecipò assieme al padre all'assalto di Palazzolo. Coinvolto nelle lotte ghibelline, divenne nel 1273 signore di Iseo e della Franciacorta. Riappacificatosi con il vescovo di Brescia Berardo Maggi, collaborò con il luogotenente del vescovo Gottardo Gambara nella costruzione, voluta dal vescovo stesso, del canale di Gavardo. 
Alleato dei Visconti, fu podestà di Milano nel 1315 e nel 1321. Morì nel 1325.